# Segunda División B de España 1993-94
La temporada 1993–94 de la Segunda División B de España de fútbol corresponde a la 17.ª edición del campeonato y se disputó entre el 4 de septiembre de 1993 y el 1 de mayo de 1994 en su fase regular. Posteriormente se disputó la promoción de ascenso entre el 7 de mayo y el 12 de junio.

## Sistema de competición
Participan ochenta clubes de toda la geografía española, encuadrados en cuatro grupos de veinte equipos según proximidad geográfica. Se enfrentan en cada grupo todos contra todos en dos ocasiones -una en campo propio y otra en campo contrario- durante un total de 38 jornadas. El orden de los encuentros se decide por sorteo antes de empezar la competición. La Real Federación Española de Fútbol es la responsable de designar a los árbitros de cada encuentro.
El ganador de un partido obtiene dos puntos, el perdedor no suma puntos, y en caso de un empate hay un punto para cada equipo. Al término del campeonato, el equipo que acumula más puntos en cada grupo se proclama campeón de Segunda División B y juega la promoción de ascenso; junto con los segundos, terceros y cuartos clasificados de cada grupo para ascender a Segunda División. Esta promoción tiene formato de liguilla con cuatro grupos en los que se emparejan equipos de distintos grupos y que hayan quedado en posiciones distintas.
Los cuatro últimos equipos clasificados de cada grupo descienden a Tercera División. Los decimosextos clasificados juegan la promoción por la permanencia que se disputa por eliminación directa a partido único en campo neutral y los emparejamientos se determinan por sorteo. Los dos equipos derrotados se enfrentan en otra eliminatoria a partido único el perdedor pierde la categoría.

## Nota
Hoy en día hay clubes que su nombre han derivado a idiomas como catalán-valenciano-balear, euskera o gallego; pero para reflejar la realidad de la época, los nombres de los equipos aparecen tal y como se inscribieron para competir en esta temporada.

## Equipos de la temporada 1993/94
| Datos de ascensos y descensos |
| --- |
| UE Figueres, CD Lugo y Sestao SC descienden de Segunda División A. El CE Sabadell FC también descendió pero jugó en Tercera División por motivos económicos. Hércules CF, CD Leganés, Real Murcia CF y CD Toledo ascienden a Segunda División A. RSD Alcalá, Aranjuez CF, Betis Deportivo, CD Elgóibar, CD Endesa As Pontes, CD Hernani, UD Horadada, SD Ibiza, RB Linense, CD Marino, Orihuela Deportiva CF, Racing Portuense, CD Santurtzi, CF Sporting Mahonés, Torrevieja CF, CF Valdepeñas y Real Zaragoza "B" descienden a Tercera División. Almería CF, Arosa SC, Atlético Malagueño, Club Bermeo, CD Cieza, UDA Gramanet, UP Langreo, CD Manacor, CD Mármol Macael, Real Madrid "C", CD Premiá, UD Realejos, Real Unión Club, UD San Sebastián de los Reyes, Talavera CF, CD Touring y Utebo FC ascienden a Segunda División B. También asciende el UE Rubí para ocupar la plaza vacante que deja el CE Sabadell FC y la SCR Peña Deportiva Santa Eulalia que ocupa la plaza del SD Ibiza. |

### Grupo I
En este grupo se encuentran los equipos de: Galicia (6), Asturias (4), Comunidad de Madrid (4), parte de Castilla y León (4) y Castilla-La Mancha (2).
| - Arosa SC - Celta Turista CF - CD Lugo - CD Orense - Pontevedra CF - Racing de Ferrol - Real Avilés Industrial - UP Langreo - Real Oviedo "B" - Real Sporting de Gijón "B" |  | - Club Atlético de Madrid "B" - Getafe CF - Real Madrid CF "C" - UD San Sebastián de los Reyes - Real Ávila CF - Cultural Leonesa - SD Ponferradina - UD Salamanca - Talavera CF - Club Atlético Tomelloso |

### Grupo II
En este grupo se encuentran los equipos de: Cantabria (1), País Vasco (10), parte de Castilla y León (3), Navarra (3), La Rioja (1) y Aragón (2).
| - Gimnástica de Torrelavega - Baracaldo CF - CD Basconia - SD Beasáin - Club Bermeo - Deportivo Alavés - SD Lemona - Real Sociedad de Fútbol "B" - Real Unión Club - Sestao SC |  | - CD Touring - CD Numancia - Palencia Cristo Olímpico - Real Valladolid Deportivo "B" - CD Izarra - Club Atlético Osasuna "B" - CD Tudelano - CD Logroñés "B" - CD Endesa Andorra - Utebo FC |

### Grupo III
En este grupo se encuentran los equipos de: Cataluña (9), Comunidad Valenciana (5), Islas Baleares (2), Región de Murcia (3) y del Principado de Andorra (1).
| - UE Figueres - Gimnàstic de Tarragona - Girona FC - UDA Gramanet - CD Hospitalet - ADC Manlleu - CD Premiá - UE Rubí - UE Sant Andreu - CD Alcoyano |  | - Benidorm CD - Elche CF - Levante UD - Valencia CF "B" - CD Manacor - SCR Peña Deportiva Santa Eulalia - Cartagena FC - CD Cieza - Yeclano CF - FC Andorra |

### Grupo IV
En este grupo se encuentran los equipos de: Andalucía (13), Canarias (4), Extremadura (2) y la ciudad autónoma de Melilla (1).
| - Almería CF - Atlético Malagueño - Córdoba CF - Écija Balompié - CD Estepona - Granada CF - Real Jaén CF - CD Mármol Macael - Polideportivo Ejido - Recreativo de Huelva |  | - CD San Roque - Sevilla FC "B" - Xerez CD - UD Las Palmas - CD Maspalomas - CD Mensajero - UD Realejos - CP Cacereño - CF Extremadura - UD Melilla |

## Resultados y clasificaciones

### Grupo I

#### Clasificación
| Pos. | Equipo                           | Pts. | PJ | G  | E  | P  | GF | GC | Dif. | Clasificación                     |
| ---- | -------------------------------- | ---- | -- | -- | -- | -- | -- | -- | ---- | --------------------------------- |
| 1    | U. D. Salamanca (A)              | 56   | 38 | 23 | 10 | 5  | 71 | 26 | +45  | Acceso a Promoción de ascenso     |
| 2    | Getafe C. F. (A)                 | 50   | 38 | 17 | 16 | 5  | 53 | 31 | +22  | Acceso a Promoción de ascenso     |
| 3    | C. D. Orense (A)                 | 48   | 38 | 20 | 8  | 10 | 64 | 53 | +11  | Acceso a Promoción de ascenso     |
| 4    | U. P. Langreo                    | 43   | 38 | 16 | 11 | 11 | 60 | 60 | 0    | Acceso a Promoción de ascenso     |
| 5    | Pontevedra C. F.                 | 41   | 38 | 14 | 13 | 11 | 51 | 41 | +10  |                                   |
| 6    | Atlético de Madrid "B"           | 40   | 38 | 14 | 12 | 12 | 54 | 44 | +10  |                                   |
| 7    | Real Madrid C. F. "C"            | 40   | 38 | 15 | 10 | 13 | 63 | 55 | +8   |                                   |
| 8    | C. D. Lugo                       | 38   | 38 | 13 | 12 | 13 | 38 | 42 | −4   |                                   |
| 9    | Real Ávila C. F.                 | 37   | 38 | 10 | 17 | 11 | 33 | 42 | −9   |                                   |
| 10   | U. D. San Sebastián de los Reyes | 37   | 38 | 13 | 11 | 14 | 49 | 48 | +1   |                                   |
| 11   | Real Oviedo "B"                  | 37   | 38 | 11 | 15 | 12 | 39 | 38 | +1   |                                   |
| 12   | Sporting de Gijón "B"            | 37   | 38 | 16 | 5  | 17 | 45 | 42 | +3   |                                   |
| 13   | Racing de Ferrol                 | 36   | 38 | 12 | 12 | 14 | 54 | 58 | −4   |                                   |
| 14   | Talavera C. F.                   | 35   | 38 | 12 | 11 | 15 | 41 | 44 | −3   |                                   |
| 15   | Real Avilés Industrial           | 34   | 38 | 10 | 14 | 14 | 43 | 55 | −12  |                                   |
| 16   | Arosa S. C. (D)                  | 33   | 38 | 11 | 11 | 16 | 42 | 48 | −6   | Acceso a Promoción de permanencia |
| 17   | Cultural Leonesa (D)             | 32   | 38 | 11 | 10 | 17 | 38 | 53 | −15  | Descenso a Tercera División       |
| 18   | Atlético Tomelloso (D)           | 32   | 38 | 8  | 16 | 14 | 29 | 42 | −13  | Descenso a Tercera División       |
| 19   | S. D. Ponferradina (D)           | 28   | 38 | 9  | 10 | 19 | 39 | 56 | −17  | Descenso a Tercera División       |
| 20   | Celta Turista C. F. (D)          | 26   | 38 | 8  | 10 | 20 | 45 | 73 | −28  | Descenso a Tercera División       |

 Fuente: BDFutbol
Criterios de clasificación: Puntos · Enfrentamientos directos · Diferencia de goles · Goles a favor · Play-off

#### Resultados
| Local \ Visitante                | ARO | ATM | AVA | AVS | CEL | CUL | GET | LAN | LUG | ORE | OVI | PNF | PNT | RFE | RMA | SAL | SAS | SPO | TAL | TOM |
| -------------------------------- | --- | --- | --- | --- | --- | --- | --- | --- | --- | --- | --- | --- | --- | --- | --- | --- | --- | --- | --- | --- |
| Arosa S. C.                      | —   | 0–0 | 4–0 | 0–0 | 1–1 | 1–0 | 0–0 | 5–0 | 2–1 | 2–1 | 1–1 | 1–0 | 1–2 | 2–0 | 1–2 | 0–2 | 3–0 | 1–2 | 1–0 | 0–1 |
| Atlético de Madrid "B"           | 5–1 | —   | 1–1 | 3–0 | 1–1 | 1–1 | 1–2 | 1–2 | 3–0 | 4–1 | 1–0 | 4–0 | 0–4 | 2–2 | 3–1 | 2–1 | 0–0 | 0–1 | 3–1 | 0–2 |
| Real Ávila C. F.                 | 1–0 | 1–1 | —   | 2–1 | 3–1 | 0–0 | 1–1 | 1–2 | 0–0 | 0–0 | 0–0 | 1–1 | 1–1 | 3–0 | 0–0 | 0–1 | 1–1 | 0–0 | 2–1 | 3–1 |
| Real Avilés Industrial           | 1–0 | 1–1 | 1–1 | —   | 1–3 | 2–0 | 1–1 | 1–1 | 3–0 | 0–2 | 3–1 | 1–0 | 2–1 | 2–3 | 2–2 | 0–0 | 2–2 | 2–1 | 1–2 | 1–1 |
| Celta Turista C. F.              | 2–2 | 0–1 | 2–0 | 1–4 | —   | 2–0 | 0–3 | 4–2 | 2–0 | 0–1 | 0–0 | 2–3 | 2–0 | 1–1 | 2–5 | 0–2 | 2–3 | 0–3 | 1–6 | 1–1 |
| Cultural Leonesa                 | 1–1 | 0–1 | 1–1 | 0–0 | 3–1 | —   | 1–2 | 0–2 | 2–0 | 2–2 | 0–1 | 2–1 | 1–5 | 1–5 | 1–0 | 0–0 | 3–0 | 3–1 | 1–2 | 1–0 |
| Getafe C. F.                     | 1–0 | 0–0 | 0–1 | 6–0 | 2–1 | 0–0 | —   | 1–1 | 0–1 | 2–0 | 3–1 | 2–2 | 2–0 | 4–2 | 1–1 | 1–0 | 0–0 | 2–0 | 0–0 | 3–1 |
| U. P. Langreo                    | 4–2 | 3–0 | 5–2 | 1–1 | 2–0 | 1–2 | 1–1 | —   | 1–1 | 0–1 | 0–3 | 2–1 | 1–0 | 3–1 | 1–3 | 1–1 | 2–1 | 1–0 | 4–2 | 2–2 |
| C. D. Lugo                       | 0–0 | 1–1 | 2–0 | 2–0 | 1–1 | 3–0 | 1–1 | 1–0 | —   | 1–1 | 1–0 | 2–0 | 2–2 | 2–1 | 1–0 | 1–0 | 3–0 | 1–1 | 2–2 | 2–0 |
| C. D. Orense                     | 3–0 | 3–3 | 3–0 | 1–0 | 1–3 | 4–1 | 4–1 | 0–3 | 2–1 | —   | 2–0 | 1–1 | 4–2 | 4–1 | 2–2 | 2–0 | 2–1 | 3–1 | 3–2 | 3–0 |
| Real Oviedo "B"                  | 0–0 | 0–1 | 0–2 | 4–0 | 1–0 | 2–0 | 2–2 | 1–2 | 0–0 | 4–0 | —   | 1–1 | 1–1 | 2–1 | 1–1 | 2–2 | 2–1 | 1–0 | 0–0 | 0–0 |
| S. D. Ponferradina               | 1–1 | 2–2 | 2–0 | 1–0 | 3–4 | 1–2 | 0–1 | 3–2 | 1–0 | 1–1 | 0–1 | —   | 0–0 | 2–2 | 1–2 | 1–1 | 2–0 | 4–1 | 1–0 | 0–1 |
| Pontevedra C. F.                 | 1–2 | 0–2 | 2–0 | 1–1 | 3–0 | 1–1 | 2–1 | 2–2 | 2–2 | 1–0 | 3–2 | 1–0 | —   | 0–0 | 1–0 | 0–1 | 4–0 | 2–1 | 0–0 | 1–0 |
| Racing de Ferrol                 | 2–0 | 1–0 | 1–1 | 1–2 | 1–1 | 2–1 | 2–2 | 1–1 | 2–1 | 4–1 | 0–0 | 1–0 | 0–1 | —   | 2–0 | 1–4 | 2–0 | 1–0 | 2–2 | 1–1 |
| Real Madrid C. F. "C"            | 4–2 | 1–0 | 1–1 | 2–4 | 4–1 | 1–2 | 0–1 | 4–1 | 2–1 | 1–1 | 3–1 | 6–0 | 2–1 | 3–3 | —   | 1–1 | 1–4 | 2–1 | 2–0 | 0–0 |
| U. D. Salamanca                  | 3–0 | 3–2 | 1–0 | 3–0 | 0–0 | 2–0 | 3–1 | 2–2 | 5–0 | 4–0 | 3–1 | 0–2 | 3–2 | 2–0 | 3–0 | —   | 4–0 | 2–0 | 3–0 | 2–1 |
| U. D. San Sebastián de los Reyes | 1–0 | 2–1 | 1–2 | 2–2 | 1–1 | 1–3 | 0–1 | 6–0 | 2–0 | 4–1 | 4–0 | 2–0 | 0–0 | 3–1 | 0–2 | 1–1 | —   | 2–0 | 0–0 | 2–0 |
| Sporting de Gijón "B"            | 3–0 | 2–0 | 3–0 | 1–0 | 5–1 | 2–1 | 1–1 | 0–1 | 2–0 | 0–1 | 0–3 | 2–1 | 0–0 | 1–0 | 3–1 | 0–3 | 0–2 | —   | 2–0 | 0–0 |
| Talavera C. F.                   | 1–1 | 3–1 | 0–1 | 0–0 | 1–0 | 1–0 | 0–1 | 3–1 | 1–0 | 0–1 | 0–0 | 2–0 | 3–1 | 3–2 | 2–0 | 1–2 | 0–0 | 0–2 | —   | 0–3 |
| Atlético Tomelloso               | 1–4 | 0–2 | 0–0 | 2–1 | 2–1 | 1–1 | 0–0 | 0–0 | 0–1 | 1–2 | 0–0 | 2–0 | 1–1 | 0–2 | 3–1 | 1–1 | 0–0 | 0–3 | 0–0 | —   |

### Grupo II

#### Clasificación
| Pos. | Equipo                    | Pts. | PJ | G  | E  | P  | GF | GC | Dif. | Clasificación                     |
| ---- | ------------------------- | ---- | -- | -- | -- | -- | -- | -- | ---- | --------------------------------- |
| 1    | Deportivo Alavés          | 60   | 38 | 24 | 12 | 2  | 71 | 17 | +54  | Acceso a Promoción de ascenso     |
| 2    | Sestao S. C.              | 52   | 38 | 20 | 12 | 6  | 56 | 17 | +39  | Acceso a Promoción de ascenso     |
| 3    | C. D. Numancia            | 52   | 38 | 23 | 6  | 9  | 50 | 30 | +20  | Acceso a Promoción de ascenso     |
| 4    | Baracaldo C. F.           | 48   | 38 | 18 | 12 | 8  | 54 | 36 | +18  | Acceso a Promoción de ascenso     |
| 5    | Club Bermeo               | 47   | 38 | 16 | 15 | 7  | 42 | 32 | +10  |                                   |
| 6    | S. D. Beasain             | 40   | 38 | 14 | 12 | 12 | 45 | 33 | +12  |                                   |
| 7    | Real Sociedad "B"         | 39   | 38 | 15 | 9  | 14 | 50 | 39 | +11  |                                   |
| 8    | C. A. Osasuna "B"         | 38   | 38 | 13 | 12 | 13 | 44 | 50 | −6   |                                   |
| 9    | C. D. Logroñés "B"        | 38   | 38 | 14 | 10 | 14 | 46 | 42 | +4   |                                   |
| 10   | S. D. Lemona              | 38   | 38 | 12 | 14 | 12 | 46 | 39 | +7   |                                   |
| 11   | Gimnástica de Torrelavega | 36   | 38 | 14 | 8  | 16 | 49 | 39 | +10  |                                   |
| 12   | C. D. Izarra              | 36   | 38 | 14 | 8  | 16 | 40 | 39 | +1   |                                   |
| 13   | C. D. Tudelano            | 35   | 38 | 10 | 15 | 13 | 38 | 43 | −5   |                                   |
| 14   | Real Unión Club           | 34   | 38 | 10 | 14 | 14 | 37 | 44 | −7   |                                   |
| 15   | Palencia Cristo Olímpico  | 34   | 38 | 8  | 18 | 12 | 33 | 48 | −15  |                                   |
| 16   | Real Valladolid "B"       | 33   | 38 | 11 | 11 | 16 | 32 | 52 | −20  | Acceso a Promoción de permanencia |
| 17   | C. D. Basconia (D)        | 33   | 38 | 11 | 11 | 16 | 38 | 67 | −29  | Descenso a Tercera División       |
| 18   | C. D. Endesa Andorra (D)  | 31   | 38 | 9  | 13 | 16 | 41 | 54 | −13  | Descenso a Tercera División       |
| 19   | Utebo F. C. (D)           | 22   | 38 | 6  | 10 | 22 | 18 | 59 | −41  | Descenso a Tercera División       |
| 20   | C. D. Touring (D)         | 14   | 38 | 4  | 6  | 28 | 28 | 82 | −54  | Descenso a Tercera División       |

 Fuente: BDFutbol
Criterios de clasificación: Puntos · Enfrentamientos directos · Diferencia de goles · Goles a favor · Play-off

#### Resultados
| Local \ Visitante         | ALV | BAR | BAS | BEA | BER | END | GIM | IZA | LEM | LOG | NUM | OSA | PAL | RSO | RUN | SES | TOU | TUD | UTE | VLD |
| ------------------------- | --- | --- | --- | --- | --- | --- | --- | --- | --- | --- | --- | --- | --- | --- | --- | --- | --- | --- | --- | --- |
| Deportivo Alavés          | —   | 2–0 | 8–2 | 1–0 | 1–2 | 0–0 | 4–0 | 2–1 | 2–2 | 1–0 | 1–0 | 5–0 | 4–0 | 1–1 | 3–1 | 1–1 | 2–1 | 4–0 | 6–0 | 1–0 |
| Baracaldo C. F.           | 1–0 | —   | 2–0 | 2–1 | 2–4 | 2–0 | 2–1 | 0–0 | 1–1 | 4–1 | 2–0 | 0–1 | 1–1 | 3–3 | 6–1 | 1–1 | 3–1 | 3–2 | 3–0 | 1–1 |
| C. D. Basconia            | 0–3 | 1–1 | —   | 0–0 | 0–2 | 1–1 | 1–0 | 0–1 | 1–0 | 3–1 | 0–2 | 4–2 | 2–2 | 1–0 | 0–0 | 2–1 | 2–1 | 0–2 | 4–1 | 0–0 |
| S. D. Beasain             | 0–2 | 0–2 | 5–0 | —   | 1–2 | 0–1 | 0–0 | 3–0 | 1–1 | 3–1 | 1–1 | 4–1 | 1–0 | 1–0 | 0–0 | 2–1 | 2–1 | 1–1 | 5–0 | 1–1 |
| Club Bermeo               | 0–0 | 2–4 | 0–1 | 0–0 | —   | 3–1 | 0–0 | 1–0 | 0–0 | 2–1 | 0–0 | 1–0 | 4–1 | 1–0 | 1–0 | 0–0 | 2–0 | 1–1 | 0–0 | 0–1 |
| C. D. Endesa Andorra      | 0–5 | 2–0 | 1–1 | 2–0 | 3–3 | —   | 1–0 | 0–1 | 2–2 | 1–1 | 1–2 | 0–0 | 2–0 | 4–1 | 0–1 | 0–1 | 5–0 | 1–1 | 2–0 | 1–1 |
| Gimnástica de Torrelavega | 0–1 | 1–0 | 4–1 | 2–1 | 0–1 | 3–1 | —   | 4–2 | 0–1 | 0–0 | 6–0 | 1–1 | 1–2 | 0–2 | 0–1 | 1–0 | 1–0 | 3–1 | 3–1 | 3–0 |
| C. D. Izarra              | 2–2 | 0–1 | 3–0 | 1–0 | 0–0 | 2–1 | 2–3 | —   | 1–0 | 0–0 | 0–1 | 3–0 | 3–0 | 0–1 | 1–1 | 1–2 | 4–1 | 0–1 | 1–0 | 1–2 |
| S. D. Lemona              | 0–1 | 0–2 | 0–0 | 2–0 | 0–0 | 1–1 | 2–2 | 1–2 | —   | 1–1 | 2–1 | 2–1 | 0–0 | 5–0 | 1–0 | 0–1 | 8–2 | 1–1 | 2–0 | 2–1 |
| C. D. Logroñés "B"        | 1–1 | 0–0 | 5–0 | 0–1 | 4–2 | 5–2 | 1–0 | 1–0 | 2–0 | —   | 0–2 | 1–2 | 2–0 | 1–0 | 1–0 | 0–1 | 2–0 | 1–3 | 1–0 | 0–0 |
| C. D. Numancia            | 0–1 | 0–0 | 2–0 | 0–1 | 1–0 | 5–1 | 1–0 | 1–0 | 2–0 | 0–3 | —   | 4–1 | 1–0 | 3–2 | 2–0 | 1–0 | 2–0 | 2–0 | 2–0 | 3–0 |
| C. A. Osasuna "B"         | 1–1 | 1–1 | 5–0 | 1–1 | 2–0 | 3–1 | 1–0 | 1–0 | 1–0 | 2–0 | 0–0 | —   | 1–2 | 1–1 | 1–2 | 1–1 | 1–1 | 2–1 | 3–0 | 1–0 |
| Palencia Cristo Olímpico  | 1–1 | 1–1 | 3–1 | 1–1 | 0–0 | 0–0 | 0–0 | 0–0 | 1–2 | 1–1 | 2–0 | 3–2 | —   | 0–1 | 0–0 | 1–1 | 1–0 | 1–1 | 3–0 | 0–3 |
| Real Sociedad "B"         | 0–1 | 0–1 | 1–0 | 1–1 | 1–2 | 1–0 | 1–0 | 3–0 | 3–2 | 3–0 | 0–0 | 3–0 | 4–0 | —   | 0–1 | 1–1 | 1–1 | 3–0 | 0–1 | 7–0 |
| Real Unión Club           | 0–0 | 2–0 | 3–5 | 1–1 | 0–0 | 2–0 | 1–1 | 1–1 | 1–1 | 2–0 | 0–1 | 3–0 | 1–1 | 1–2 | —   | 1–1 | 3–2 | 0–0 | 0–2 | 3–0 |
| Sestao S. C.              | 0–0 | 2–0 | 0–0 | 2–0 | 4–0 | 4–0 | 1–0 | 0–0 | 2–0 | 0–1 | 2–0 | 0–0 | 5–0 | 3–0 | 3–0 | —   | 1–0 | 2–0 | 3–0 | 4–0 |
| C. D. Touring             | 0–1 | 0–3 | 1–1 | 0–3 | 1–3 | 1–3 | 0–3 | 0–2 | 0–1 | 2–2 | 3–4 | 2–1 | 0–4 | 0–1 | 3–2 | 1–0 | —   | 1–1 | 0–0 | 1–0 |
| C. D. Tudelano            | 0–1 | 2–2 | 0–0 | 1–2 | 1–1 | 0–0 | 0–0 | 4–0 | 1–2 | 1–1 | 0–2 | 0–1 | 0–0 | 1–0 | 2–2 | 0–2 | 3–1 | —   | 2–0 | 1–0 |
| Utebo F. C.               | 0–0 | 1–0 | 1–3 | 1–0 | 1–1 | 0–0 | 1–3 | 1–2 | 0–0 | 1–4 | 0–1 | 0–0 | 0–0 | 0–0 | 1–0 | 1–2 | 3–0 | 0–1 | —   | 1–1 |
| Real Valladolid "B"       | 0–1 | 0–1 | 3–1 | 0–1 | 0–1 | 1–0 | 4–3 | 0–3 | 2–1 | 1–0 | 1–1 | 2–2 | 1–1 | 2–2 | 1–0 | 1–1 | 1–0 | 0–2 | 1–0 | —   |

### Grupo III

#### Clasificación
| Pos. | Equipo                      | Pts. | PJ | G  | E  | P  | GF | GC | Dif. | Clasificación                     |
| ---- | --------------------------- | ---- | -- | -- | -- | -- | -- | -- | ---- | --------------------------------- |
| 1    | U. D. A. Gramenet           | 58   | 38 | 24 | 10 | 4  | 67 | 27 | +40  | Acceso a Promoción de ascenso     |
| 2    | A. D. C. Manlleu            | 48   | 38 | 19 | 10 | 9  | 57 | 40 | +17  | Acceso a Promoción de ascenso     |
| 3    | Levante U. D.               | 47   | 38 | 18 | 11 | 9  | 56 | 34 | +22  | Acceso a Promoción de ascenso     |
| 4    | U. E. Figueres              | 46   | 38 | 14 | 18 | 6  | 46 | 28 | +18  | Acceso a Promoción de ascenso     |
| 5    | Cartagena F. C.             | 45   | 38 | 17 | 11 | 10 | 45 | 30 | +15  |                                   |
| 6    | C. D. Hospitalet            | 45   | 38 | 16 | 13 | 9  | 65 | 37 | +28  |                                   |
| 7    | U. E. Sant Andreu           | 44   | 38 | 16 | 12 | 10 | 62 | 34 | +28  |                                   |
| 8    | Benidorm C. D.              | 42   | 38 | 12 | 18 | 8  | 40 | 36 | +4   |                                   |
| 9    | C. D. Alcoyano              | 41   | 38 | 12 | 17 | 9  | 53 | 42 | +11  |                                   |
| 10   | Yeclano C. F.               | 39   | 38 | 14 | 11 | 13 | 42 | 34 | +8   |                                   |
| 11   | Gimnàstic de Tarragona      | 39   | 38 | 15 | 9  | 14 | 56 | 47 | +9   |                                   |
| 12   | Elche C. F.                 | 38   | 38 | 13 | 12 | 13 | 42 | 34 | +8   |                                   |
| 13   | Valencia C. F. "B"          | 37   | 38 | 12 | 13 | 13 | 51 | 50 | +1   |                                   |
| 14   | F. C. Andorra               | 35   | 38 | 11 | 13 | 14 | 45 | 51 | −6   |                                   |
| 15   | Girona F. C.                | 33   | 38 | 11 | 11 | 16 | 36 | 60 | −24  |                                   |
| 16   | C. D. Premià                | 33   | 38 | 11 | 11 | 16 | 49 | 60 | −11  | Acceso a Promoción de permanencia |
| 17   | U. E. Rubí (D)              | 33   | 38 | 9  | 15 | 14 | 42 | 55 | −13  | Descenso a Tercera División       |
| 18   | S. C. R. Peña Deportiva (D) | 19   | 38 | 5  | 9  | 24 | 29 | 75 | −46  | Descenso a Tercera División       |
| 19   | C. D. Cieza (D)             | 19   | 38 | 8  | 3  | 27 | 32 | 85 | −53  | Descenso a Tercera División       |
| 20   | C. D. Manacor (D)           | 19   | 38 | 6  | 7  | 25 | 22 | 78 | −56  | Descenso a Tercera División       |

 Fuente: BDFutbol
Criterios de clasificación: Puntos · Enfrentamientos directos · Diferencia de goles · Goles a favor · Play-off

#### Resultados
| Local \ Visitante       | ALC | FCA | BEN | CAR | CIE | ELC | FIG | GIM | GIR | GRA | HOS | LEV | MNC  | MNL | PED | PRE | RUB | SAD | VAL | YEC |
| ----------------------- | --- | --- | --- | --- | --- | --- | --- | --- | --- | --- | --- | --- | ---- | --- | --- | --- | --- | --- | --- | --- |
| C. D. Alcoyano          | —   | 1–1 | 0–1 | 0–1 | 6–2 | 0–0 | 2–2 | 3–0 | 2–1 | 0–0 | 1–2 | 1–1 | 4–1  | 2–0 | 3–2 | 2–3 | 3–2 | 1–1 | 3–1 | 2–2 |
| F. C. Andorra           | 1–3 | —   | 1–1 | 2–1 | 6–0 | 2–3 | 1–1 | 3–2 | 1–1 | 0–0 | 1–3 | 1–1 | 2–1  | 0–2 | 0–2 | 1–0 | 3–0 | 0–1 | 2–0 | 1–0 |
| Benidorm C. D.          | 1–2 | 2–2 | —   | 0–0 | 2–0 | 1–1 | 1–0 | 0–0 | 2–0 | 0–2 | 0–0 | 1–0 | 2–0  | 3–0 | 3–1 | 0–0 | 1–0 | 0–4 | 1–1 | 0–0 |
| Cartagena F. C.         | 1–1 | 1–0 | 1–1 | —   | 3–0 | 3–2 | 0–0 | 0–1 | 3–1 | 0–0 | 1–0 | 3–0 | 2–0  | 1–3 | 2–0 | 1–1 | 3–1 | 0–0 | 3–0 | 1–0 |
| C. D. Cieza             | 2–1 | 0–3 | 1–3 | 1–0 | —   | 0–1 | 3–1 | 1–1 | 1–1 | 1–0 | 1–3 | 1–2 | 2–1  | 1–1 | 5–1 | 1–0 | 3–1 | 0–2 | 0–1 | 0–2 |
| Elche C. F.             | 1–1 | 2–0 | 1–1 | 1–1 | 6–0 | —   | 0–1 | 2–0 | 3–0 | 0–0 | 3–1 | 0–2 | 3–0  | 1–1 | 2–0 | 1–1 | 0–1 | 1–0 | 0–0 | 1–0 |
| U. E. Figueres          | 0–0 | 1–0 | 0–0 | 1–1 | 3–0 | 0–0 | —   | 3–0 | 2–2 | 0–0 | 1–1 | 0–0 | 3–0  | 0–0 | 5–0 | 3–0 | 2–1 | 1–0 | 0–0 | 1–0 |
| Gimnàstic de Tarragona  | 2–0 | 1–1 | 2–1 | 0–0 | 3–0 | 0–1 | 1–2 | —   | 6–2 | 0–1 | 3–3 | 4–1 | 0–1  | 3–1 | 0–0 | 2–1 | 0–3 | 2–1 | 3–1 | 0–2 |
| Girona F. C.            | 1–1 | 1–0 | 0–1 | 2–1 | 1–0 | 1–1 | 1–0 | 0–4 | —   | 0–1 | 2–0 | 0–2 | 4–1  | 0–0 | 1–1 | 1–1 | 1–0 | 1–0 | 1–1 | 1–4 |
| U. D. A. Gramenet       | 2–0 | 5–1 | 4–2 | 1–0 | 3–0 | 3–1 | 1–1 | 3–2 | 4–1 | —   | 0–2 | 1–1 | 3–0  | 0–1 | 4–0 | 1–1 | 3–2 | 1–1 | 4–0 | 1–0 |
| C. D. Hospitalet        | 0–0 | 1–1 | 1–2 | 0–1 | 4–1 | 0–0 | 1–1 | 1–1 | 5–1 | 1–2 | —   | 0–1 | 5–1  | 3–1 | 3–0 | 3–1 | 1–1 | 1–2 | 3–0 | 5–1 |
| Levante U. D.           | 1–1 | 0–1 | 1–0 | 0–1 | 4–1 | 3–1 | 2–1 | 3–0 | 2–1 | 2–3 | 0–2 | —   | 3–0  | 2–0 | 5–1 | 2–0 | 3–0 | 0–1 | 2–1 | 1–0 |
| C. D. Manacor           | 2–0 | 0–2 | 0–0 | 1–2 | 1–0 | 2–0 | 0–2 | 0–5 | 1–2 | 1–3 | 1–1 | 0–0 | —    | 0–2 | 0–2 | 1–0 | 2–0 | 1–1 | 0–2 | 0–1 |
| A. D. C. Manlleu        | 2–2 | 2–0 | 1–1 | 3–1 | 2–1 | 2–0 | 1–1 | 2–1 | 2–0 | 2–0 | 1–0 | 1–0 | 2–0  | —   | 3–1 | 0–0 | 1–2 | 2–0 | 4–1 | 3–3 |
| S. C. R. Peña Deportiva | 1–3 | 1–1 | 1–1 | 0–1 | 2–1 | 0–2 | 0–1 | 0–0 | 0–0 | 0–1 | 0–1 | 0–0 | 0–0  | 0–1 | —   | 3–1 | 0–0 | 0–2 | 0–2 | 1–0 |
| C. D. Premià            | 1–0 | 1–1 | 3–2 | 2–0 | 3–0 | 1–0 | 3–4 | 2–2 | 0–1 | 2–5 | 1–4 | 1–4 | 2–0  | 0–1 | 5–3 | —   | 2–2 | 2–0 | 2–1 | 2–1 |
| U. E. Rubí              | 0–0 | 3–0 | 1–1 | 1–0 | 2–0 | 1–0 | 1–1 | 1–3 | 1–1 | 0–1 | 0–0 | 2–2 | 1–1  | 2–2 | 3–2 | 2–2 | —   | 2–0 | 1–1 | 0–0 |
| U. E. Sant Andreu       | 1–1 | 1–1 | 1–1 | 0–2 | 2–0 | 1–0 | 2–1 | 0–1 | 4–0 | 1–2 | 3–3 | 1–1 | 10–0 | 3–2 | 6–1 | 2–2 | 2–0 | —   | 0–0 | 4–0 |
| Valencia C. F. "B"      | 0–1 | 5–1 | 1–1 | 2–2 | 4–1 | 1–0 | 0–0 | 0–1 | 2–1 | 1–2 | 0–1 | 2–2 | 2–2  | 3–2 | 4–1 | 1–0 | 7–1 | 1–1 | —   | 1–0 |
| Yeclano C. F.           | 0–0 | 1–1 | 3–0 | 2–1 | 3–1 | 3–1 | 3–0 | 1–0 | 0–1 | 0–0 | 0–0 | 0–0 | 3–0  | 2–1 | 2–1 | 2–0 | 0–0 | 0–1 | 1–1 | —   |

### Grupo IV

#### Clasificación
| Pos. | Equipo                     | Pts. | PJ | G  | E  | P  | GF | GC | Dif. | Clasificación                     |
| ---- | -------------------------- | ---- | -- | -- | -- | -- | -- | -- | ---- | --------------------------------- |
| 1    | C. F. Extremadura (A)      | 52   | 38 | 20 | 12 | 6  | 70 | 40 | +30  | Acceso a Promoción de ascenso     |
| 2    | U. D. Las Palmas           | 50   | 38 | 20 | 10 | 8  | 66 | 43 | +23  | Acceso a Promoción de ascenso     |
| 3    | R. C. Recreativo de Huelva | 49   | 38 | 19 | 11 | 8  | 57 | 39 | +18  | Acceso a Promoción de ascenso     |
| 4    | Real Jaén C. F.            | 49   | 38 | 19 | 11 | 8  | 50 | 28 | +22  | Acceso a Promoción de ascenso     |
| 5    | Xerez C. D.                | 49   | 38 | 17 | 15 | 6  | 62 | 40 | +22  |                                   |
| 6    | Granada C. F.              | 46   | 38 | 17 | 12 | 9  | 52 | 37 | +15  |                                   |
| 7    | Córdoba C. F.              | 44   | 38 | 16 | 12 | 10 | 65 | 48 | +17  |                                   |
| 8    | Écija Balompié             | 42   | 38 | 12 | 18 | 8  | 34 | 31 | +3   |                                   |
| 9    | C. D. Mensajero            | 41   | 38 | 17 | 7  | 14 | 46 | 32 | +14  |                                   |
| 10   | U. D. Realejos             | 37   | 38 | 14 | 9  | 15 | 60 | 59 | +1   |                                   |
| 11   | Almería C. F.              | 37   | 38 | 13 | 11 | 14 | 48 | 47 | +1   |                                   |
| 12   | C. P. Cacereño             | 36   | 38 | 11 | 14 | 13 | 46 | 51 | −5   |                                   |
| 13   | C. D. Mármol Macael        | 35   | 38 | 12 | 11 | 15 | 35 | 41 | −6   |                                   |
| 14   | Sevilla F. C. "B"          | 35   | 38 | 11 | 13 | 14 | 43 | 43 | 0    |                                   |
| 15   | U. D. Melilla              | 33   | 38 | 9  | 15 | 14 | 28 | 38 | −10  |                                   |
| 16   | C. D. San Roque de Lepe    | 33   | 38 | 11 | 11 | 16 | 33 | 57 | −24  | Acceso a Promoción de permanencia |
| 17   | Polideportivo Ejido (D)    | 31   | 38 | 10 | 11 | 17 | 35 | 43 | −8   | Descenso a Tercera División       |
| 18   | Atlético Malagueño (D)     | 27   | 38 | 8  | 11 | 19 | 34 | 53 | −19  | Descenso a Tercera División       |
| 19   | C. D. Estepona (D)         | 18   | 38 | 5  | 8  | 25 | 26 | 70 | −44  | Descenso a Tercera División       |
| 20   | C. D. Maspalomas (D)       | 16   | 38 | 4  | 8  | 26 | 25 | 75 | −50  | Descenso a Tercera División       |

 Fuente: BDFutbol
Criterios de clasificación: Puntos · Enfrentamientos directos · Diferencia de goles · Goles a favor · Play-off

#### Resultados
| Local \ Visitante          | ALM | ATM | CAC | COR | ECI | EST | EXT | GRA | JAE | LAS | MAC | MAS | MEL | MEN | POL | REA | REC | SAR | SEV | XER |
| -------------------------- | --- | --- | --- | --- | --- | --- | --- | --- | --- | --- | --- | --- | --- | --- | --- | --- | --- | --- | --- | --- |
| Almería C. F.              | —   | 2–1 | 0–3 | 4–1 | 0–1 | 3–0 | 1–0 | 0–1 | 2–1 | 2–1 | 2–1 | 1–0 | 1–0 | 3–1 | 1–1 | 3–3 | 2–3 | 4–0 | 2–2 | 2–0 |
| Atlético Malagueño         | 1–2 | —   | 1–2 | 2–2 | 3–1 | 1–0 | 1–1 | 0–0 | 0–0 | 0–2 | 1–1 | 1–0 | 1–0 | 2–1 | 1–0 | 3–1 | 0–1 | 1–1 | 0–1 | 0–3 |
| C. P. Cacereño             | 2–2 | 3–2 | —   | 0–0 | 2–3 | 1–2 | 1–2 | 1–1 | 2–1 | 0–3 | 1–0 | 2–0 | 1–1 | 0–0 | 1–0 | 1–0 | 2–2 | 1–1 | 1–0 | 1–3 |
| Córdoba C. F.              | 2–1 | 1–1 | 1–1 | —   | 4–2 | 1–1 | 4–3 | 1–2 | 1–0 | 2–2 | 3–0 | 2–0 | 0–1 | 1–0 | 2–0 | 2–2 | 4–0 | 4–0 | 4–2 | 3–1 |
| Écija Balompié             | 1–0 | 1–1 | 0–0 | 0–0 | —   | 1–0 | 0–0 | 1–1 | 0–0 | 0–0 | 1–0 | 0–0 | 3–1 | 0–0 | 1–0 | 2–1 | 2–1 | 4–0 | 2–0 | 1–1 |
| C. D. Estepona             | 1–1 | 0–1 | 1–1 | 1–6 | 3–0 | —   | 1–3 | 0–0 | 0–3 | 1–1 | 1–2 | 1–0 | 2–2 | 1–1 | 0–2 | 4–2 | 1–0 | 2–3 | 1–2 | 0–1 |
| C. F. Extremadura          | 2–1 | 2–1 | 0–0 | 2–0 | 1–1 | 1–0 | —   | 1–0 | 2–2 | 5–1 | 2–2 | 4–1 | 3–2 | 1–0 | 2–1 | 2–0 | 4–0 | 2–0 | 2–2 | 1–4 |
| Granada C. F.              | 0–0 | 2–2 | 2–0 | 2–2 | 1–0 | 4–0 | 3–2 | —   | 2–1 | 3–2 | 2–0 | 4–1 | 1–0 | 0–1 | 4–1 | 0–5 | 1–1 | 2–0 | 1–1 | 1–2 |
| Real Jaén C. F.            | 1–0 | 1–1 | 2–1 | 1–0 | 1–1 | 2–0 | 1–1 | 1–0 | —   | 1–1 | 3–0 | 2–0 | 2–0 | 2–0 | 0–0 | 3–1 | 2–1 | 3–1 | 1–0 | 1–3 |
| U. D. Las Palmas           | 2–0 | 2–0 | 4–2 | 3–3 | 2–0 | 3–0 | 0–2 | 2–3 | 2–1 | —   | 1–1 | 3–2 | 3–0 | 2–1 | 3–1 | 1–0 | 4–2 | 2–2 | 1–0 | 3–3 |
| C. D. Mármol Macael        | 1–1 | 4–1 | 3–2 | 2–1 | 0–1 | 4–1 | 0–2 | 0–0 | 0–0 | 0–1 | —   | 1–0 | 1–0 | 0–1 | 1–0 | 2–0 | 1–1 | 1–0 | 0–0 | 1–1 |
| C. D. Maspalomas           | 1–1 | 1–0 | 1–2 | 1–2 | 1–1 | 0–0 | 0–4 | 0–1 | 0–3 | 1–2 | 0–0 | —   | 1–1 | 2–1 | 1–0 | 3–1 | 2–2 | 0–1 | 0–0 | 2–5 |
| U. D. Melilla              | 1–1 | 1–0 | 0–0 | 1–1 | 0–0 | 1–0 | 1–2 | 1–3 | 0–0 | 0–0 | 1–0 | 1–0 | —   | 1–1 | 1–1 | 3–2 | 0–1 | 1–0 | 1–0 | 1–0 |
| C. D. Mensajero            | 4–0 | 2–0 | 2–1 | 3–0 | 1–1 | 2–0 | 2–1 | 1–0 | 0–1 | 1–0 | 0–1 | 3–1 | 0–0 | —   | 3–0 | 0–0 | 2–1 | 6–0 | 2–0 | 1–0 |
| Polideportivo Ejido        | 1–3 | 1–0 | 1–1 | 0–2 | 1–1 | 3–1 | 1–3 | 1–2 | 1–2 | 2–0 | 1–0 | 4–0 | 0–0 | 1–2 | —   | 1–1 | 0–1 | 3–0 | 2–1 | 1–1 |
| U. D. Realejos             | 0–0 | 5–2 | 3–2 | 4–1 | 2–1 | 2–0 | 3–2 | 0–0 | 1–0 | 0–2 | 3–1 | 3–0 | 0–0 | 3–0 | 1–1 | —   | 0–2 | 3–1 | 1–0 | 1–2 |
| R. C. Recreativo de Huelva | 1–0 | 4–2 | 2–0 | 1–0 | 2–0 | 2–0 | 1–1 | 2–1 | 1–0 | 0–1 | 0–0 | 3–0 | 1–0 | 2–1 | 0–0 | 5–0 | —   | 1–0 | 2–2 | 0–0 |
| C. D. San Roque de Lepe    | 2–0 | 1–0 | 0–1 | 1–0 | 0–0 | 2–0 | 0–0 | 2–1 | 2–2 | 0–3 | 2–0 | 3–2 | 1–0 | 1–0 | 0–1 | 3–1 | 1–1 | —   | 1–1 | 0–1 |
| Sevilla F. C. "B"          | 1–0 | 0–0 | 3–3 | 0–1 | 1–0 | 4–0 | 1–1 | 1–0 | 1–2 | 1–0 | 0–1 | 5–0 | 2–1 | 1–0 | 0–1 | 3–1 | 3–3 | 1–1 | —   | 1–1 |
| Xerez C. D.                | 3–2 | 1–0 | 2–1 | 1–1 | 0–0 | 2–0 | 1–1 | 1–1 | 0–1 | 1–1 | 4–3 | 5–1 | 3–3 | 2–0 | 0–0 | 1–2 | 0–4 | 0–0 | 3–0 | —   |

## Promoción de ascenso a Segunda División
- Se clasifican los siguientes equipos a la promoción de ascenso:

| Pos                                              | Grupo I      | Grupo II         | Grupo III    | Grupo IV             |
| ------------------------------------------------ | ------------ | ---------------- | ------------ | -------------------- |
| 1º                                               | UD Salamanca | Deportivo Alavés | UDA Gramanet | CF Extremadura       |
| 2º                                               | Getafe CF    | Sestao SC        | ADC Manlleu  | UD Las Palmas        |
| 3º                                               | CD Orense    | CD Numancia      | Levante UD   | Recreativo de Huelva |
| 4º                                               | UP Langreo   | Baracaldo CF     | UE Figueres  | Real Jaén CF         |
| En negrita equipos que suben a Segunda División. |              |                  |              |                      |

## Promoción de permanencia
- Se clasifican los siguientes equipos a la promoción de permanencia:

| Arosa SC                                            | Real Valladolid Deportivo "B" | CD Premiá | CD San Roque |
| En negrita equipo que desciende a Tercera División. |                               |           |              |

## Resumen
Ascienden a Segunda división:
| - Club de Fútbol Extremadura | - Getafe Club de Fútbol | - Club Deportivo Orense | - Unión Deportiva Salamanca |

Descienden a Tercera división: 
| Grupo I - Arosa Sociedad Cultural - Cultural y Deportiva Leonesa - Club Atlético Tomelloso - Sociedad Deportiva Ponferradina - Celta Turista Club de Fútbol | Grupo II - Club Deportivo Basconia - Club Deportivo Endesa Andorra - Utebo Fútbol Club - Club Deportivo Touring | Grupo III - Unió Esportiva Rubí - Sociedad Cultural y Recreativa Peña Deportiva - Club Deportivo Cieza - Club Deportivo Manacor | Grupo IV - Club Polideportivo Ejido - Atlético Malagueño - Club Deportivo Estepona - Club Deportivo Maspalomas |

Campeones de Segunda División B (título honorífico y en trofeo que no garantiza el ascenso):
| - Unión Deportiva Salamanca | - Deportivo Alavés | - Unión Deportiva Atlético Gramanet | - Club de Fútbol Extremadura |

## Copa del Rey
Todos los equipos, excepto los filiales, se clasifican de forma automática para la siguiente edición de la Copa del Rey, aunque algunos de los descendidos a Tercera División renuncian. Además, los equipos Pontevedra CF, SD Lemona, CD Izarra y Real Unión Club renuncian por motivos diversos.
| Predecesor: 1992/93 | Segunda División B de España 1993/94 | Sucesor: 1994/95 |

- Datos: Q3954459